# ليسفيل
ليسفيل (لويزيانا) (بالإنجليزية: Leesville, Louisiana)‏ هي مدينة تقع في الولايات المتحدة في لويزيانا.  يقدر عدد سكانها بـ 6,612 نسمة .

## التركيبة السكانية
حدّد مكتب تعداد الولايات المتحدة بيانات التركيبة السكانية لليسفيل في تعداد الولايات المتحدة. في ما يلي، التركيبة السكانية حسب تعدادي 2000 و2010.

### تعداد عام 2000
بلغ عدد سكان ليسفيل 6,753 نسمة بحسب تعداد عام 2000، وبلغ عدد الأسر 2,841 أسرة وعدد العائلات 1,651 عائلة مقيمة في المدينة. في حين سجلت الكثافة السكانية 458.1 نسمة لكل كيلومتر مربع (1,186.5/ميل2). وبلغ عدد الوحدات السكنية 3,389 وحدة بمتوسط كثافة قدره 229.9 لكل كيلومتر مربع (595.4/ميل2).
وتوزع التركيب العرقي للمدينة بنسبة 55.49% من البيض و35.33% من الأمريكيين الأفارقة و1.47% من الأمريكيين الأصليين و2.09% من الأمريكيين ذوي الأصول الآسيوية و0.56% من سكان جزر المحيط الهادئ و2.25% من الأعراق الأخرى و2.81% من عرقين مختلطين أو أكثر و4.92% من الهسبانيون أو اللاتينيون من أي عرق.
بلغ عدد الأسر 2,841 أسرة كانت نسبة 33.5% منها لديها أطفال تحت سن الثامنة عشر تعيش معهم، وبلغت نسبة الأزواج القاطنين مع بعضهم البعض 36.2% من أصل المجموع الكلي للأسر، ونسبة 18.3% من الأسر كان لديها معيلات من الإناث دون وجود شريك،  بينما كانت نسبة 3.6% من الأسر لديها معيلون من الذكور دون وجود شريكة وكانت نسبة 41.9% من غير العائلات. تألفت نسبة 36.7% من أصل جميع الأسر من عدة أفراد يعيشون في نفس المنزل ونسبة 11.4% كانت تتألف من شخص يعيش بمفرده يبلغ من العمر 65 عاماً أو أكثر. وبلغ متوسط حجم الأسرة المعيشية 2.29، أما متوسط حجم العائلات فبلغ 3.02.
بلغ العمر الوسطي للسكان 33.7 عاماً. وكانت نسبة 25.8% من القاطنين تحت سن الثامنة عشر، وكانت نسبة 10.4% بين الثامنة عشر والرابعة والعشرين عاماً، ونسبة 27.9% كانت واقعةً في الفئة العمرية ما بين الخامسة والعشرين والرابعة والأربعين عاماً، ونسبة 20.1% كانت ما بين الخامسة والأربعين والرابعة والستين، ونسبة 12% كانت ضمن فئة الخامسة والستين عاماً فما فوق. يوجد لكل 100 أنثى 94.7 ذكر، ويوجد لكل 100 أنثى في الثامنة عشر من عمرها فما فوق 90.4 ذكر.
بلغ متوسط دخل الأسرة في المدينة 23,864 دولارًا، أما متوسط دخل العائلة فبلغ 30,435 دولارًا. وكان متوسط دخل الذكور 27,267 دولارًا مقابل 21,661 دولارًا للإناث. وسجل دخل الفرد الخاص بالمدينة 14,360 دولارًا. وكانت نسبة 24.5% من العائلات ونسبة 28.7% من السكان تحت خط الفقر، وكان من هؤلاء نسبة 42.6% تحت سن الثامنة عشر ونسبة 15.1% في الخامسة والستين من العمر وما فوق.

### تعداد عام 2010
بلغ عدد سكان ليسفيل 6,612 نسمة بحسب تعداد عام 2010، وبلغ عدد الأسر 2,748 أسرة وعدد العائلات 1,590 عائلة مقيمة في المدينة. في حين سجلت الكثافة السكانية 448.6 نسمة لكل كيلومتر مربع (1,161.9/ميل2). وبلغ عدد الوحدات السكنية 3,068 وحدة بمتوسط كثافة قدره 208.1 لكل كيلومتر مربع (539.0/ميل2).
وتوزع التركيب العرقي للمدينة بنسبة 54.08% من البيض و35.16% من الأمريكيين الأفارقة و1.04% من الأمريكيين الأصليين و2.45% من الأمريكيين ذوي الأصول الآسيوية و0.54% من سكان جزر المحيط الهادئ و2.57% من الأعراق الأخرى و4.14% من عرقين مختلطين أو أكثر و7.15% من الهسبانيون أو اللاتينيون من أي عرق.
بلغ عدد الأسر 2,748 أسرة كانت نسبة 32.1% منها لديها أطفال تحت سن الثامنة عشر تعيش معهم، وبلغت نسبة الأزواج القاطنين مع بعضهم البعض 35% من أصل المجموع الكلي للأسر، ونسبة 17.5% من الأسر كان لديها معيلات من الإناث دون وجود شريك،  بينما كانت نسبة 5.3% من الأسر لديها معيلون من الذكور دون وجود شريكة وكانت نسبة 42.1% من غير العائلات. تألفت نسبة 36.7% من أصل جميع الأسر من عدة أفراد يعيشون في نفس المنزل ونسبة 11.1% كانت تتألف من شخص يعيش بمفرده يبلغ من العمر 65 عاماً أو أكثر. وبلغ متوسط حجم الأسرة المعيشية 2.33، أما متوسط حجم العائلات فبلغ 3.03.
بلغ العمر الوسطي للسكان 33.5 عاماً. وكانت نسبة 24.8% من القاطنين تحت سن الثامنة عشر، وكانت نسبة 11.2% بين الثامنة عشر والرابعة والعشرين عاماً، ونسبة 28.1% كانت واقعةً في الفئة العمرية ما بين الخامسة والعشرين والرابعة والأربعين عاماً، ونسبة 22.9% كانت ما بين الخامسة والأربعين والرابعة والستين، ونسبة 13% كانت ضمن فئة الخامسة والستين عاماً فما فوق. وتوزع التركيب الجنسي للسكان بنسبة 49% ذكور و51% إناث.

## أعلام
- ميل برانش
- ميخائيل فورد
- مايك ماسترز
- بادي ليتش
- ديموند مالت